# Liliaceae
Le Liliacee (Liliaceae Juss., 1789) sono una famiglia di piante monocotiledoni erbacee perenni, dell'ordine Liliales.
La famiglia annovera molte importanti piante ornamentali (giglio, tulipano, mughetto), ampiamente coltivate per il commercio dei fiori recisi e dei bulbi.
Le Liliacee sono ampiamente distribuite, principalmente nelle regioni temperate dell'emisfero settentrionale.
La famiglia si è evoluta approssimativamente 52 milioni di anni fa durante il Cretacico superiore e il Paleocene.

## Etimologia
La famiglia prende il nome dal latino Lilium, che deriva a sua volta dal greco 'leírion' (λείριον).

## Descrizione
L'habitus delle Liliacee è erbaceo.

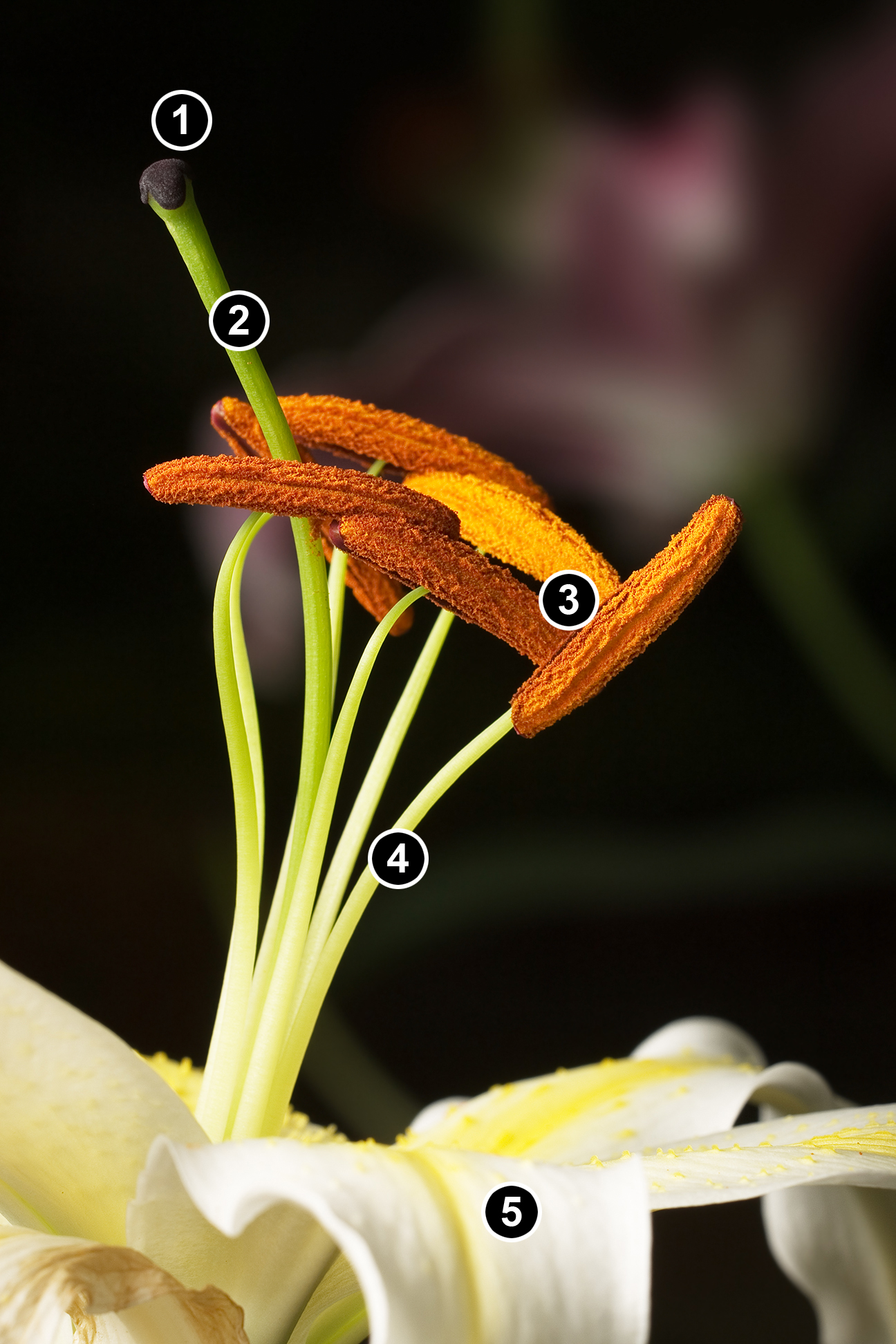
Lilium longiflorum
1. stigma, 2. gineceo, 3. antere, 4. filamenti, (3.+4. = stami) 5. tepali

Rappresentazione diagrammatica della formula fiorale

Le foglie sono alterne, semplici, lineari parallelinervie con attacco guainante. Molte specie presentano solo foglie basali, altre foglie basali e cauline.
I fiori sono attinomorfi, per lo più evidenti, ermafroditi, portati su peduncoli isolati o riuniti in infiorescenze. Presentano 6 tepali petaloidi, disposti su due file (biseriati), dialipetali (separati alla base).  Alcuni generi (Scoliopus) presentano solo 3 tepali.  Sono presenti nettàri alla base dei tepali.
L'androceo è formato da 6 stami liberi, il gineceo da 3 carpelli fusi in un ovario supero. La formula fiorale è ✶ P3+3 A3+3 G(3).
Il frutto è una capsula, nella sottofamiglia Medeoloideae è una bacca.

## Biologia
L'impollinazione è entomogama ed è attuata da lepidotteri, imenotteri, ditteri; alcune specie tropicali sono impollinate dai colibrì.

## Tassonomia
Descritta per la prima volta nel 1789 dal botanico francese Antoine-Laurent de Jussieu, la famiglia delle Liliacee ha subito nel tempo molte diverse delimitazioni fino a divenire una sorta di "grande contenitore"  comprendente un gran numero di generi ora inclusi in altre famiglie e in alcuni casi in altri ordini. Di conseguenza, molte fonti e descrizioni di "Liliaceae" sono poco attendibili e trattano le descrizioni in senso molto ampio.
La classificazione APG assegna alla famiglia delle Liliaceae i seguenti generi:

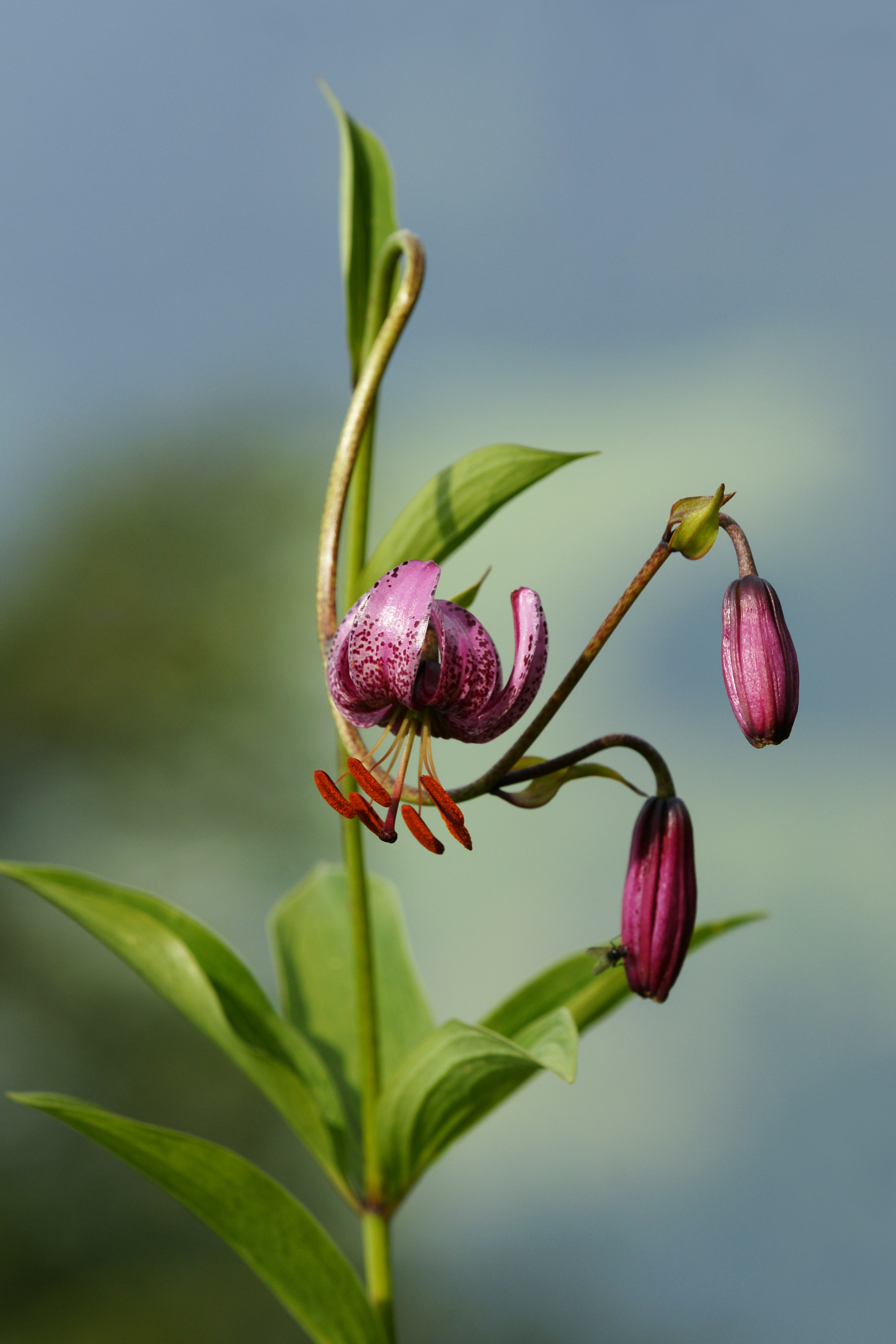
Lilium martagon

- sottofamiglia Streptopoideae Reveal
  - Prosartes
  - Scoliopus
  - Streptopus
  - Tricyrtis
- sottofamiglia Calochortoideae Dumortier
  - Calochortus
- sottofamiglia Medeoloideae Takhtajan
  - Clintonia
  - Medeola
- sottofamiglia Lilioideae Eaton
  - tribù Lilieae
    - Cardiocrinum
    - Fritillaria
    - Lilium
    - Notholirion

  - tribù Tulipeae
    - Amana
    - Erythronium
    - Gagea
    - Tulipa

Nella classificazione di Cronquist la famiglia delle Liliaceae comprendeva moltissimi generi riuniti in oltre una ventina di sottofamiglie. Gli studi filogenetici hanno dimostrato che le Liliaceae così definite sono un gruppo parafiletico ed attualmente molti generi vengono attribuiti ad altre famiglie (indicate tra parentesi):
- Albuca (Asparagaceae)
- Agapanthus (Amaryllidaceae)
- Aletris (Nartheciaceae)
- Allium (Amaryllidaceae)
- Alstroemeria (Alstroemeriaceae)
- Amaryllis (Amaryllidaceae)
- Amianthium (Melanthiaceae)
- Androstephium  (Asparagaceae)
- Anthericum (Asparagaceae)
- Anticlea (Melanthiaceae)
- Arthropodium (Asparagaceae)
- Asparagus (Asparagaceae)
- Asphodelus (Asphodelaceae)
- Bellevalia (Asparagaceae)
- Bloomeria (Asparagaceae)
- Bomarea (Alstroemeriaceae)
- Brodiaea (Asparagaceae)
- Camassia (Asparagaceae)
- Chamaelirium (Melanthiaceae)
- Chionographis (Melanthiaceae)
- Chlorogalum (Asparagaceae)
- Chlorophytum (Asparagaceae)
- Colchicum  (Colchicaceae)
- Conanthera (Tecophilaeaceae)
- Convallaria (Asparagaceae)
- Crinum (Amaryllidaceae)
- Curculigo (Hypoxidaceae)
- Dianella (Asphodelaceae)
- Disporum (Colchicaceae)
- Drimia (Asparagaceae)
- Drimiopsis (Asparagaceae)
- Echeandia (Asparagaceae)
- Eremurus (Asphodelaceae)
- Eriospermum (Asparagaceae)
- Eucharis (Amaryllidaceae)
- Eucrosia (Amaryllidaceae)
- Eustephia (Amaryllidaceae)
- Gloriosa (Colchicaceae)
- Griffinia (Amaryllidaceae)
- Habranthus (Amaryllidaceae)
- Hastingsia (Asparagaceae)
- Helonias (Melanthiaceae)
- Heloniopsis (Melanthiaceae)
- Hemerocallis (Asphodelaceae)
- Hemiphylacus (Asparagaceae)
- Herreria (Asparagaceae)
- Hesperoscordum (Asparagaceae)
- Hessea (Amaryllidaceae)
- Hippeastrum (Amaryllidaceae)
- Hosta (Asparagaceae)
- Hymenocallis (Amaryllidaceae)
- Hypoxis (Hypoxidaceae)
- Ismene (Amaryllidaceae)
- Jaimehintonia (Asparagaceae)
- Johnsonia (Asphodelaceae)
- Kniphofia (Asphodelaceae)
- Laxmannia (Asparagaceae)
- Leucocrinum (Asparagaceae)
- Leucojum (Amaryllidaceae)
- Liriope (Asparagaceae)
- Maianthemum (Asparagaceae)
- Melanthium (Melanthiaceae)
- Metanarthecium (Nartheciaceae)
- Miersia (Amaryllidaceae)
- Milla (Asparagaceae)
- Molineria (Hypoxidaceae)
- Muilla  (Amaryllidaceae)
- Narcissus (Amaryllidaceae)
- Narthecium (Nartheciaceae)
- Nietneria (Nartheciaceae)
- Nothoscordum (Amaryllidaceae)
- Odontostomum (Tecophilaeaceae)
- Ophiopogon (Asparagaceae)
- Ornithogalum (Asparagaceae)
- Paradisea (Asparagaceae)
- Paris (Asparagaceae)
- Peliosanthes (Asparagaceae)
- Phaedranassa (Amaryllidaceae)
- Polygonatum (Asparagaceae)
- Rhodophiala (Amaryllidaceae)
- Salomonia (Polygalaceae)
- Sandersonia  (Colchicaceae)
- Schoenocaulon (Melanthiaceae)
- Scilla (Asparagaceae)
- Sprekelia  (Amaryllidaceae)
- Stenanthium (Melanthiaceae)
- Theropogon (Asparagaceae)
- Tofieldia (Tofieldiaceae)
- Tovaria (Tovariaceae)
- Toxicoscordion (Melanthiaceae)
- Trillium (Melanthiaceae)
- Triteleia (Asparagaceae)
- Tulbaghia (Amaryllidaceae)
- Tupistra (Asparagaceae)
- Urceolina (Amaryllidaceae)
- Uvularia (Colchicaceae)
- Veratrum (Melanthiaceae)
- Wurmbea (Colchicaceae)
- Xeronema (Xeronemataceae)
- Xerophyllum (Melanthiaceae)
- Zephyranthes (Amaryllidaceae)
- Zigadenus (Melanthiaceae)